# Sicya diversicolor
Sicya diversicolor là một loài bướm đêm trong họ Geometridae.